# Мері Кері
Мері Елен Кук, відома як Мері Кері (англ. Mary Carey; нар. 15 червня 1980, Клівленд) — американська порноакторка.

## Кар'єра
З 7 до 19 років займалася балетом.
З 2000 по 2012 рік знялася в 111 порнофільмах. У 2003 році була незалежною кандидаткою на пост губернатора Каліфорнії, а в 2005 році — на посаду віцегубернатора Каліфорнії.
До 2004 року була одружена з Еріком, а в 2009–2018 роки — з електриком Маріо Монгом. З 27 червня 2018 року у шлюбі з лікарем «швидкої допомоги» Джозефом Браунфілдом.

## Нагороди та номінації
| Рік  | Нагорода          | Категорія                                            | Робота                                  | Результат |
| ---- | ----------------- | ---------------------------------------------------- | --------------------------------------- | --------- |
| 2004 | XRCO Award        | Mainstream's Adult Media Favorite                    |                                         | Перемога  |
| 2004 | AVN Award         | Краща нова старлетка                                 |                                         | Номінація |
| 2004 | AVN Award         | Best Overall Marketing Campaign (Individual Project) | Mary Carey Campaign, Kick Ass Pictures  | Перемога  |
| 2004 | FOXE Award        | Vixen of the Year                                    |                                         | Перемога  |
| 2006 | AVN Award         | Best Overall Marketing Campaign (Individual Project) | Mary Carey's Dinner with President Bush | Перемога  |
| 2006 | AVN Award         | Crossover Star of the Year                           |                                         | Номінація |
| 2007 | XBIZ Award        | Crossover Move of the Year                           |                                         | Номінація |
| 2007 | AVN Award         | Contract Star of the Year                            | Legend Video                            | Номінація |
| 2007 | AVN Award         | Crossover Star of the Year                           |                                         | Номінація |
| 2008 | AVN Award         | Crossover Star of the Year                           |                                         | Номінація |
| 2008 | F. A. M. E. Award | Favorite Breasts                                     |                                         | Номінація |
| 2009 | AVN Award         | Crossover Star of the Year                           |                                         | Номінація |
| 2009 | XBIZ Award        | Crossover Star of the Year                           |                                         | Номінація |
| 2013 | Зал слави AVN     |                                                      |                                         | Перемога  |